# シェイクスピア (小惑星)
シェイクスピア (2985 Shakespeare) は小惑星帯にある小惑星。エドワード・ボーエルがローウェル天文台で発見した。
イングランドの劇作家、ウィリアム・シェイクスピアに因んで名付けられた。